# Gouvernement Gyurcsány II
Pour les articles homonymes, voir Gouvernement Gyurcsány.
 (septembre 2023).
Si vous disposez d'ouvrages ou d'articles de référence ou si vous connaissez des sites web de qualité traitant du thème abordé ici, merci de compléter l'article en donnant les références utiles à sa vérifiabilité et en les liant à la section « Notes et références ».
IIIe République hongroise
Gyurcsány I Bajnai
Le gouvernement Gyurcsány II (en hongrois : Második Gyurcsány-kormány) est le gouvernement de la république de Hongrie entre le 9 juin 2006 et le 20 avril 2009, durant la cinquième législature de l'Assemblée nationale.

## Coalition et historique
Dirigé par le Premier ministre socialiste sortant Ferenc Gyurcsány, ce gouvernement est constitué et soutenu par une coalition de centre gauche entre le Parti socialiste hongrois (MSzP) et l'Alliance des démocrates libres (SzDsZ). Ensemble, ils disposent de 210 députés sur 386, soit 54,4 % des sièges de l'Assemblée nationale.
Il est formé à la suite des élections législatives des 9 et 23 avril 2006. Il succède au gouvernement Gyurcsány I, constitué et soutenu par une coalition identique. Lors de ce scrutin, pour la première fois depuis l'établissement du régime démocratique en 1990, une majorité parlementaire est reconduite par les électeurs, ce qui permet à Ferenc Gyurcsány de constituer son second cabinet.

### Formation
En septembre 2006, il reconnaît lors d'une réunion du MSzP avoir menti sur l'état réel du pays lors de la campagne électorale ; ces propos internes sont toutefois diffusés dans les médias, déclenchant une grave crise politique. La Hongrie se trouvant frappée de plein fouet par la crise économique mondiale, des mesures de rigueur sont adoptées, mais entraînent le 30 avril 2008 le départ de la SzDsZ. Les socialistes gouvernent alors en minorité.

### Succession
Finalement, le 20 avril 2009, les socialistes approuvent le remplacement de Gyurcsány par le ministre de l'Économie Gordon Bajnai, indépendant de centre-gauche, au moyen d'une motion de censure constructive ; celui-ci constitue ensuite son gouvernement, qui bénéficie du soutien parlementaire des libéraux.

## Composition

### Initiale (9 juin 2006)
- Les nouveaux ministres sont indiqués en gras, ceux ayant changé d'attributions en italique.

| Portefeuille                                               | Titulaire | Titulaire                                                                                       | Parti |
| ---------------------------------------------------------- | --------- | ----------------------------------------------------------------------------------------------- | ----- |
| Premier ministre                                           |           | Ferenc Gyurcsány                                                                                | MSzP  |
| Ministre, directeur de cabinet du Premier ministre         |           | György Szilvásy                                                                                 | Sans  |
| Ministre du Travail et des Affaires sociales               |           | Péter Kiss                                                                                      | MSzP  |
| Ministre des Affaires locales et du Développement régional |           | Mónika Lamperth                                                                                 | MSzP  |
| Ministre de l'Économie et des Transports                   |           | János Kóka                                                                                      | SzDSz |
| Ministre des Affaires étrangères                           |           | Kinga Göncz                                                                                     | Sans  |
| Ministre des Finances                                      |           | János Veres                                                                                     | MSzP  |
| Ministre de l'Agriculture et du Développement rural        |           | József Gráf                                                                                     | MSzP  |
| Ministre de la Justice et de la Police                     |           | József Petrétei (jusqu'au 31/05/2007) Albert Takács                                             | Sans  |
| Ministre de la Santé                                       |           | Lajos Molnár (jusqu'au 06/04/2007) Intérim de János Kóka Ágnes Horváth (à partir du 22/04/2007) | SzDSz |
| Ministre de l'Éducation et de la Culture                   |           | István Hiller                                                                                   | MSzP  |
| Ministre de la Défense                                     |           | Imre Szekeres                                                                                   | MSzP  |
| Ministre de l'Environnement et des Eaux                    |           | Miklós Persányi (jusqu'au 06/05/2007)                                                           | Sans  |
| Ministre de l'Environnement et des Eaux                    |           | Gábor Fodor                                                                                     | SzDSz |

### Remaniement du30 juin 2007
- Les nouveaux ministres sont indiqués en gras, ceux ayant changé d'attributions en italique.

| Portefeuille                                                             | Titulaire | Titulaire                        | Parti |
| ------------------------------------------------------------------------ | --------- | -------------------------------- | ----- |
| Premier ministre                                                         |           | Ferenc Gyurcsány                 | MSzP  |
| Ministre, directeur de cabinet du Premier ministre                       |           | Péter Kiss                       | MSzP  |
| Ministre du Travail et des Affaires sociales                             |           | Mónika Lamperth                  | MSzP  |
| Ministre des Affaires locales et du Développement régional               |           | Gordon Bajnai                    | Sans  |
| Ministre de l'Économie et des Transports                                 |           | János Kóka (jusqu'au 03/12/2007) | SzDSz |
| Ministre de l'Économie et des Transports                                 |           | Csaba Kákosy                     | Sans  |
| Ministre des Affaires étrangères                                         |           | Kinga Göncz                      | Sans  |
| Ministre des Finances                                                    |           | János Veres                      | MSzP  |
| Ministre de l'Agriculture et du Développement rural                      |           | József Gráf                      | MSzP  |
| Ministre de la Justice et de la Police                                   |           | Albert Takács                    | Sans  |
| Ministre de la Santé                                                     |           | Ágnes Horváth                    | SzDSz |
| Ministre de l'Éducation et de la Culture                                 |           | István Hiller                    | MSzP  |
| Ministre de la Défense                                                   |           | Imre Szekeres                    | MSzP  |
| Ministre de l'Environnement et des Eaux                                  |           | Gábor Fodor                      | SzDSz |
| Ministre sans portefeuille Chargé de la Supervision des services secrets |           | György Szilvásy                  | Sans  |
| Ministre sans portefeuille Chargé de la Coordination gouvernementale     |           | Tibor Draskovics                 | Sans  |

### Remaniement du17 février 2008
- Les nouveaux ministres sont indiqués en gras, ceux ayant changé d'attributions en italique.

| Portefeuille                                                             | Titulaire | Titulaire        | Parti |
| ------------------------------------------------------------------------ | --------- | ---------------- | ----- |
| Premier ministre                                                         |           | Ferenc Gyurcsány | MSzP  |
| Ministre, directeur de cabinet du Premier ministre                       |           | Péter Kiss       | MSzP  |
| Ministre du Travail et des Affaires sociales                             |           | Mónika Lamperth  | MSzP  |
| Ministre des Affaires locales et du Développement régional               |           | Gordon Bajnai    | Sans  |
| Ministre de l'Économie et des Transports                                 |           | Csaba Kákosy     | Sans  |
| Ministre des Affaires étrangères                                         |           | Kinga Göncz      | Sans  |
| Ministre des Finances                                                    |           | János Veres      | MSzP  |
| Ministre de l'Agriculture et du Développement rural                      |           | József Gráf      | MSzP  |
| Ministre de la Justice et de la Police                                   |           | Tibor Draskovics | Sans  |
| Ministre de la Santé                                                     |           | Ágnes Horváth    | SzDSz |
| Ministre de l'Éducation et de la Culture                                 |           | István Hiller    | MSzP  |
| Ministre de la Défense                                                   |           | Imre Szekeres    | MSzP  |
| Ministre de l'Environnement et des Eaux                                  |           | Gábor Fodor      | SzDSz |
| Ministre sans portefeuille Chargé de la Supervision des services secrets |           | György Szilvásy  | Sans  |

### Remaniement du30 avril 2008
- Les nouveaux ministres sont indiqués en gras, ceux ayant changé d'attributions en italique.

| Portefeuille                                                             | Titulaire | Titulaire                                           | Parti |
| ------------------------------------------------------------------------ | --------- | --------------------------------------------------- | ----- |
| Premier ministre                                                         |           | Ferenc Gyurcsány                                    | MSzP  |
| Ministre, directeur de cabinet du Premier ministre                       |           | Péter Kiss                                          | MSzP  |
| Ministre du Travail et des Affaires sociales                             |           | Erika Szűcs                                         | MSzP  |
| Ministre des Affaires locales                                            |           | Gordon Bajnai (jusqu'au 14/05/2008) István Gyenesei | Sans  |
| Ministre des Transports, des Communications et de l'Énergie              |           | Pál Szabó (jusqu'au 30/11/2008)                     | Sans  |
| Ministre des Transports, des Communications et de l'Énergie              |           | Csaba Molnár                                        | MSzP  |
| Ministre du Développement national et de l'Économie                      |           | Gordon Bajnai                                       | Sans  |
| Ministre des Affaires étrangères                                         |           | Kinga Göncz                                         | Sans  |
| Ministre des Finances                                                    |           | János Veres                                         | MSzP  |
| Ministre de l'Agriculture et du Développement rural                      |           | József Gráf                                         | MSzP  |
| Ministre de la Justice et de la Police                                   |           | Tibor Draskovics                                    | Sans  |
| Ministre de la Santé                                                     |           | Tamás Székely                                       | Sans  |
| Ministre de l'Éducation et de la Culture                                 |           | István Hiller                                       | MSzP  |
| Ministre de la Défense                                                   |           | Imre Szekeres                                       | MSzP  |
| Ministre de l'Environnement et des Eaux                                  |           | Imre Szabó                                          | Sans  |
| Ministre sans portefeuille Chargé de la Supervision des services secrets |           | György Szilvásy                                     | Sans  |
| Ministre sans portefeuille Chargé de la Recherche et du Développement    |           | Károly Molnár (à partir du 05/05/2008)              | Sans  |